# Peter Kihlgård
Peter Kihlgård, född 10 april 1954 i Örebro, är en svensk författare och dramatiker. Kihlgård är uppvuxen i Sundsvall och, huvudsakligen, i Umeå, men bor nu i Stockholm. Son till Gösta Kihlgård.
Kihlgård debuterade 1982 med romanen Manschettvisa och har förutom romaner även utgivit prosalyriska verk och noveller. Han har också uppträtt med rockgruppen Superglue på Elverket, Stockholm.[källa behövs]

### Dramatik
- 1990 – Tredje person
- 1996 – Fars garage (tillsammans med Lars Göran Persson)

## Priser och utmärkelser
- 1988 – Aftonbladets litteraturpris
- 1988 – Tidningen Vi:s litteraturpris
- 1992 – BMF-plaketten för Strandmannen
- 1996 – Svenska Dagbladets litteraturpris
- 1998 – De Nios Vinterpris
- 1999 – Lydia och Herman Erikssons stipendium
- 2006 – Lars Ahlin-stipendiet
- 2008 – Stina Aronsons pris
- 2012 – Beskowska resestipendiet